# Кембел (Мисури)
Кембел (енгл. Campbell) град је у америчкој савезној држави Мисури.

## Демографија
По попису из 2010. године број становника је 1.992, што је 109 (5,8%) становника више него 2000. године.
| Група             | 2000.         | 2010.         |
| Белци             | 1.832 (97,3%) | 1.918 (96,3%) |
| Афроамериканци    | 0 (0,0%)      | 2 (0,1%)      |
| Азијати           | 0 (0,0%)      | 1 (0,1%)      |
| Хиспаноамериканци | 26 (1,4%)     | 42 (2,1%)     |
| Укупно            | 1.883         | 1.992         |